# 原一郎
原一郎（はら いちろう、1902年8月5日-1984年1月31日）は、日本の英文学者、神秘思想研究家。
東京出身。少年時代にキリスト教に関心をもち、ユニテリアン運動に関わる。1927年東京帝国大学文学部英文科卒。東亜同文書院、早稲田大学理工学部教授。1973年定年、名誉教授。ワーズワスが専門。ジョン・クーパー・ポウイスと親しく交わった。義兄（姉の夫）に遠山元一がいる。

## 著書
- 『現代詩の諸問題』興文社 1937。全国書誌番号:46051491、NCID BA32686528。
- 『ヒューマニズム』毎日新聞社 1965。全国書誌番号:65007338、NCID BN13184433。
- 『ワーズワース研究 詩魂の転変の跡を追って』北星堂書店 1970。全国書誌番号:75025828、NCID BN01421473。
- 『詩の宗教 英米とわが国におけるその思想の展開』早稲田大学出版部 1973。全国書誌番号:75015763、NCID BN04343671。
- 『バラッド研究序説』南雲堂 1975。全国書誌番号:75027782、NCID BN03626091。
- 『ジョン・クーパー・ポウイス その生涯と思想』研究社出版 1977。全国書誌番号:78000445、NCID BN00269602。
- 『宇宙的ヒューマニズム J.C.ポウイスの生命道』公論社 1982。全国書誌番号:82036348、NCID BN00270168。

### 翻訳
- グリアスン『古典的と浪漫的』研究社 1934。全国書誌番号:47033437、NCID BA88936186。
- ヴアルガ,ジユコフ,トハチエフスキイ各講演『ロシアから日本を見る』普及社 1936。全国書誌番号:21484450、OCLC 672552188。
- C.K.パーカー『日本語・西蔵=緬甸語同系論』訳註 東亜同文書院支那研究部 1941。全国書誌番号:61006809、NCID BN11402001。
- 『エマスン論文集』訳註 筑紫書房 1948。全国書誌番号:48008572、OCLC 673561170。
- J.クーパー・ポウイス『孤独の哲学』みすず書房 1977。全国書誌番号:77009941、NCID BN00322953。
- J.クーパー・ポウイス『死闘 英国人の心』公論社 1980。全国書誌番号:81006804、NCID BN05349899。

記念論文集
- 『原一郎教授古稀記念論文集』早稲田大学理工学部一般教育人文社会科学研究会 1973。全国書誌番号:75025197、NCID BA5039547X。